# Власова, Серафима Константиновна
Серафи́ма Константи́новна Вла́сова (15 (28) июля 1901 года, Томск — 26 января 1972 года, Челябинск) — советская писательница, фольклорист, продолжатель традиций Павла Петровича Бажова. Получила известность как автор уральских сказов.

## Биография
Родилась (15 (28) июля 1901 года в Томске. Её отец, Константин Северьянович Астафьев, был рабочим кожевенного завода. Когда будущей писательнице исполнилось девять лет, её мать, забрав с собой дочку, ушла от отца Серафимы и вышла впоследствии замуж за революционера Андрея Черносвитова. Во время Гражданской войны её отчим стоял во главе Частей особого назначения (ЧОН) всей Западной Сибири. В 1926 году Черносвитова не стало, а спустя пару лет скончалась и мать Серафимы. Серафима получила образование в церковно-приходской школе, затем окончила Высшее начальное училище в Томске, а позднее — гимназию.
В 1920 году вышла замуж и переехала вместе с мужем в Екатеринбург. Там она устроилась на работу учительницей. Позднее семье пришлось переехать в поселок Верх-Исетского завода, где она также преподавала в школе. Первый брак оказался несчастным и вскоре распался. С 1928 года несколько лет прожила в Сысерти. Уже тогда она начала знакомиться с уральским фольклором и сохранять местные сказания и легенды. Вторым браком Серафима выходит за учителя и партийного работника Николая Власова. В 1932 году её мужа переводят работать в Челябинскую область. Серафима Власова продолжает работать учительницей вначале в Кочкаре, а затем уже в Пласте, где впоследствии дослуживается до директора школы.
В 1936 году Власовы переезжают в Томск. Серафима поступает на заочное обучение в Ленинградский институт политпросветработы им. Н. К. Крупской, который и оканчивает в 1937 году, а уже в 1943 году также заочно оканчивает исторический факультет Томского педагогического института.
С 1938 года является членом Всесоюзной Коммунистической партии большевиков. В годы войны работала заведующей отделом пропаганды и агитации райкома ВКП(б). За помощь эвакуированным, в том числе детям из блокадного Ленинграда, была награждена медалью «За доблестный труд в Великой Отечественной войне 1941—1945». После завершения войны, в 1945 году, Серафима Власова переезжает в Подмосковье, к своей дочери, где некоторое время работает в парткабинете на Софринском научно-исследовательском полигоне, где также работали её муж и зять. В 1952 году семья Серафима Власова вместе с семьей дочери переезжает в Челябинскую область, где снова возвращается к преподавательской деятельности в школе поселка Солнечный. Однако вскоре переезжает в Челябинск, где и проживет до своей смерти в 1972 году.
Похоронена на Успенском кладбище Челябинска.

## Творчество
Писательскую деятельность Серафима Власова начала в довольно позднем возрасте, когда уже вышла на пенсию. Для поиска материалов для своих сказов ей приходилось много ездить по области и собирать устное народное творчество проживающих здесь народов (русских, татар, башкир и так далее). Первый сказ Власовой вышел в 1954 году в альманахе «Южный Урал» и назывался «Афанасий Кичигин». Спустя четыре года Серафима Власова публикует уже свой первый сборник сказов «Уральские сказы». В 1958 году выходит сборник «Голубая жемчужина», в 1964 «Поют камни», а в 1968 — «Клинок Уреньги». Активно печаталась в «Златоустовском рабочем» — «Клинок Уреньги», «Брошечка», «Глядень-гора», «Улин камень», «Золотое слово», «Сказ о Косотур-горе» основаны на златоустовских преданиях.
В своем творчестве Серафима Власова делала акцент на реально существующих местах и событиях Южного Урала, повествуя о связанных с ними легендах и преданиях. Так, в сказе «Плакун-трава» рассказывается о карабашских рабочих, ставших жертвами белогвардейцев, а в «Пугачевском кладе» повествуется о Пугачевском восстании. Александр Андреевич Шмаков, челябинский прозаик, написал об этом следующее:
В ее сказах органично переплетаются сказовые элементы с реалистическим описанием действительности, с подлинными фактами, взятыми из жизни, звучащими современно и не утрачивающими глубокого реального смысла
Центральной темой её работ неизменно становилась жизнь горнозаводских рабочих Урала, а сами рабочие часто выступали в качестве главных действующих лиц сказов.

## Память
В Челябинске, на улице Цвиллинга № 28, на доме, где жила писательница, установлена мемориальная плита с её именем.

## Награды и премии
Член Союза писателей СССР (1965).
Лауреат премии имени академика И. В. Курчатова (1969).
Медаль «За доблестный труд в Великой Отечественной войне 1941—1945»
Была зачислена почетным воином Челябинского гарнизона, награждена нагрудным знаком «Отличник Советской Армии».